# Kapelica (Gerzence)
Kapelica falu Horvátországban Belovár-Bilogora megyében. Közigazgatásilag Gerzencéhez tartozik.

## Fekvése
Belovártól légvonalban 36, közúton 48 km-re délre, községközpontjától 4 km-re nyugatra, a Monoszlói-hegység keleti lejtőin, a 45-ös számú főút mentén, Mala Garešnica és Rogoža között, egy kisebb magaslaton fekszik.

## Története
A régészeti leletek tanúsága szerint területe már az őskorban lakott volt. Történelem előtti település maradványai kerültek elő több rétegben a Verőce-Kutenya gázvezeték építésének leletmentő munkálatai során 1989-ben a falutól délkeletre. Az újkőkoriként meghatározott település maradványai egy 140-145 méter magasságú platón találhatók. A plató észak és északkelet felé a Solarevac-patak irányában meredek lejtésű, míg nyugatra és délre mocsaras terület határolja, így jól védhető volt az ellenséges támadásokkal szemben. A feltárások során a starčevói és a korenovói kultúra leletei, főként nagyszámú cseréptöredék került elő.
A település valószínűleg a középkorban is lakott volt, azonban régi neve nem ismert. (Gerzence környékén több, már 1334-ben említett plébánia is volt, melyek egy részét a mai napig sem sikerült beazonosítani.) Ezt támasztják alá a Končine, Pusti most és Vinogradine nevű dűlőkben található potenciális régészeti lelőhelyek. A falu temploma is keleti tájolású, mely szintén középkori eredetre utal. Róla kapta a nevét a mai település. A térséget a 16. század közepén szállta meg a török. A lakosság legnagyobb része az ország biztonságosabb részeire menekült, másokat rabságba hurcoltak. Ezután ez a vidék mintegy száz évre lakatlanná vált. A török uralom után a területre a 17. századtól folyamatosan telepítették be a keresztény lakosságot. 1774-ben az első katonai felmérés térképén a falu „Dorf Kapellicza” néven szerepel. A Horvát határőrvidék részeként a Kőrösi ezredhez tartozott. Lipszky János 1808-ban Budán kiadott repertóriumában „Kapellicza” néven találjuk.  
Nagy Lajos 1829-ben kiadott művében ugyancsak „Kapellicza” néven 88 házzal, 437 katolikus és 3 ortodox vallású lakossal találjuk.
A katonai közigazgatás megszüntetése után Magyar Királyságon belül Horvátország része, Belovár-Kőrös vármegye Garesnicai járásának része lett. A településnek 1857-ben 390, 1910-ben 689 lakosa volt. Az 1910-es népszámlálás szerint lakosságának 95%-a horvát, 2%-a magyar, 2%-a cseh anyanyelvű volt. 1918-ban az új szerb-horvát-szlovén állam, majd később Jugoszlávia része lett. 1941 és 1945 között a németbarát Független Horvát Államhoz, majd a háború után a szocialista Jugoszláviához tartozott. A háború után a fiatalok elvándorlása miatt lakossága folyamatosan csökkent. 1991-től a független Horvátország része. 1991-ben lakosságának 92%-a horvát nemzetiségű volt. 2011-ben a településnek 546 lakosa volt.

## Lakossága
| Lakosság változása | Lakosság változása | Lakosság változása | Lakosság változása | Lakosság változása | Lakosság változása | Lakosság változása | Lakosság változása | Lakosság változása | Lakosság változása | Lakosság változása | Lakosság változása | Lakosság változása | Lakosság változása | Lakosság változása | Lakosság változása |
| ------------------ | ------------------ | ------------------ | ------------------ | ------------------ | ------------------ | ------------------ | ------------------ | ------------------ | ------------------ | ------------------ | ------------------ | ------------------ | ------------------ | ------------------ | ------------------ |
| 1857               | 1869               | 1880               | 1890               | 1900               | 1910               | 1921               | 1931               | 1948               | 1953               | 1961               | 1971               | 1981               | 1991               | 2001               | 2011               |
| 390                | 453                | 516                | 601                | 656                | 689                | 688                | 710                | 715                | 696                | 688                | 654                | 553                | 554                | 591                | 546                |

## Nevezetességei
Szent Mária Magdolna tiszteletére szentelt római katolikus temploma a falu közepén áll. Egyhajós épület, szentélye kelet-északkeleti irányba néz. A nyugati homlokzat előtt áll a karcsú harangtorony nagyméretű, félköríves ablakokkal, csúcsos toronysisakkal.